# 复旦大学
复旦大学（英語：Fudan University），简称復旦，旧称復旦公學、國立復旦大學，始创于1905年，位于中国上海，是一所综合性研究型大学。复旦大学校名取自《尚书大传》之“日月光华，旦复旦兮”，表示取之不尽，用之不竭的自力更生和勤奋，更含不忘“震旦”之旧和复兴中华的意义。1917年始设大学部，1952年院系调整，苏、浙、皖、沪等地大批文理学科的专家学者调入复旦，复旦大学自此成为人文社会和自然科学的全国重镇。2000年与上海医科大学合并组建新的复旦大学。
复旦大学是中华人民共和国文理综合排名拔尖的高校之一，現時屬於「QS世界百強大學」、「泰晤士高等教育世界百強大學」、「美國新聞與世界報道世界百強大學」及「軟科世界百強大學」，是“双一流A类”和原“985工程”、原“211工程”重点建设大学，拥有邯郸、枫林、张江、江湾四大校区，中山、华山等18家附属医院（含筹）以及复旦附中等若干所附属学校和基礎教育集團。

## 概况

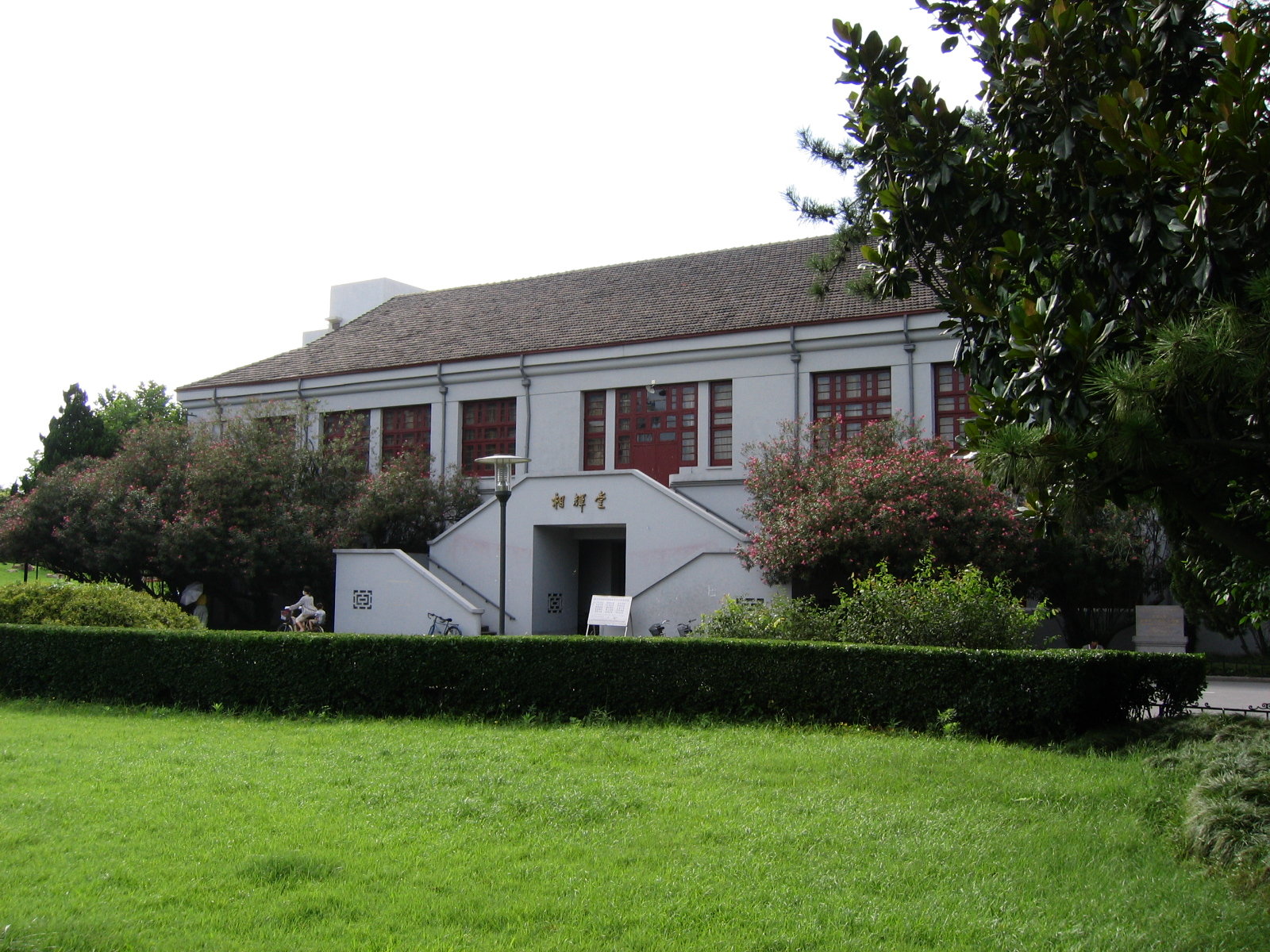
相辉堂，校园内最具历史意义的建筑之一，其命名源于马相伯和李登辉两位老校长的名字

### 地位
复旦大学目前学校直属中华人民共和国教育部，是教育部与上海市共建的全国重点大学，中国首批7所“211工程”、首批9所“985工程”重点高校之一，也是首批“珠峰计划”、“111计划”重点建设的研究型大學，同时亦是长三角高校合作联盟、金砖国家大学联盟和中国C9联盟成员。
学校形成了文理医三足鼎立的学科格局，办学实力进一步增强。复旦已经发展成为一所拥有哲学、经济学、法学、教育学、文学、历史学、理学、工学、医学、管理学等十个学科门类的综合性研究型大学。

### 数据
复旦大学的现任校长为金力院士，校党委书记为裘新。
截至2020年，学校占地面积约243.92万平方米。学校有普通本专科生14897人，硕士研究生19530人，博士研究生9564人，留学生2721人。现有教学科研人员2963人。有中国科学院、中国工程院院士55人，中央“千人计划”118人，教育部“长江学者”100人，“国家重点基础研究发展计划（含重大科学研究计划）”项目首席科学家34人，“国家杰青”97人，文科杰出教授1人，文科资深教授15人。有直属院（系）35个，设有本科专业79个，一级学科博士学位授权点37个，硕士专业学位授权点42个，并设有37个博士后科研流动站。有11个一级学科国家重点学科、19个二级学科国家重点学科，入选上海市Ⅰ、Ⅱ类高峰学科7个。有国家重点实验室5个，教育部工程研究中心5个，教育部重点实验室13个，卫生部重点实验室9个，总后卫生部重点实验室1个，上海市重点实验室15个，上海市工程研究中心4个，教育部人文社会科学重点研究基地9个。学校还拥有中山医院、华山医院等6家直属附属医院和一批非直属附属医院。

## 历史
1903年2月27日，法国天主教会在徐家汇观象台旧址创办震旦学院。1905年由于法国教会对震旦学院的干涉並廢除學生自治，引發學生集體退學，创校人马相伯率学校中国师生另办新学校。根据于右任的提议，马相伯从《尚书大传·虞夏传》“日月光华，旦复旦兮”中撷取“复旦”二字命名，改校名为“复旦公学”，示意不忘“震旦”之旧。“震旦”在梵语中本是中国的意思，因此“复旦”更含恢复中华、兴学救国之意。
复旦大学各医学院系、研究单位以及各家附属医院的前身是上海医科大学及其附属医院。上海医科大学创建于1927年，由中国医学教育家颜福庆创立。
新生的复旦历经危难，几度陷入解体的困境；抗战时期，学校辗转江西再到重庆复校。1952年全国院系调整中，大量其他学校的优势专业被分拆合并入复旦大学，学校实力倍增、迅速崛起；改革开放后，复旦逐渐从一所文理类高校发展成为一所多科性研究型综合大学；2000年，复旦和上海医科大学合并。

### 复旦公学时期

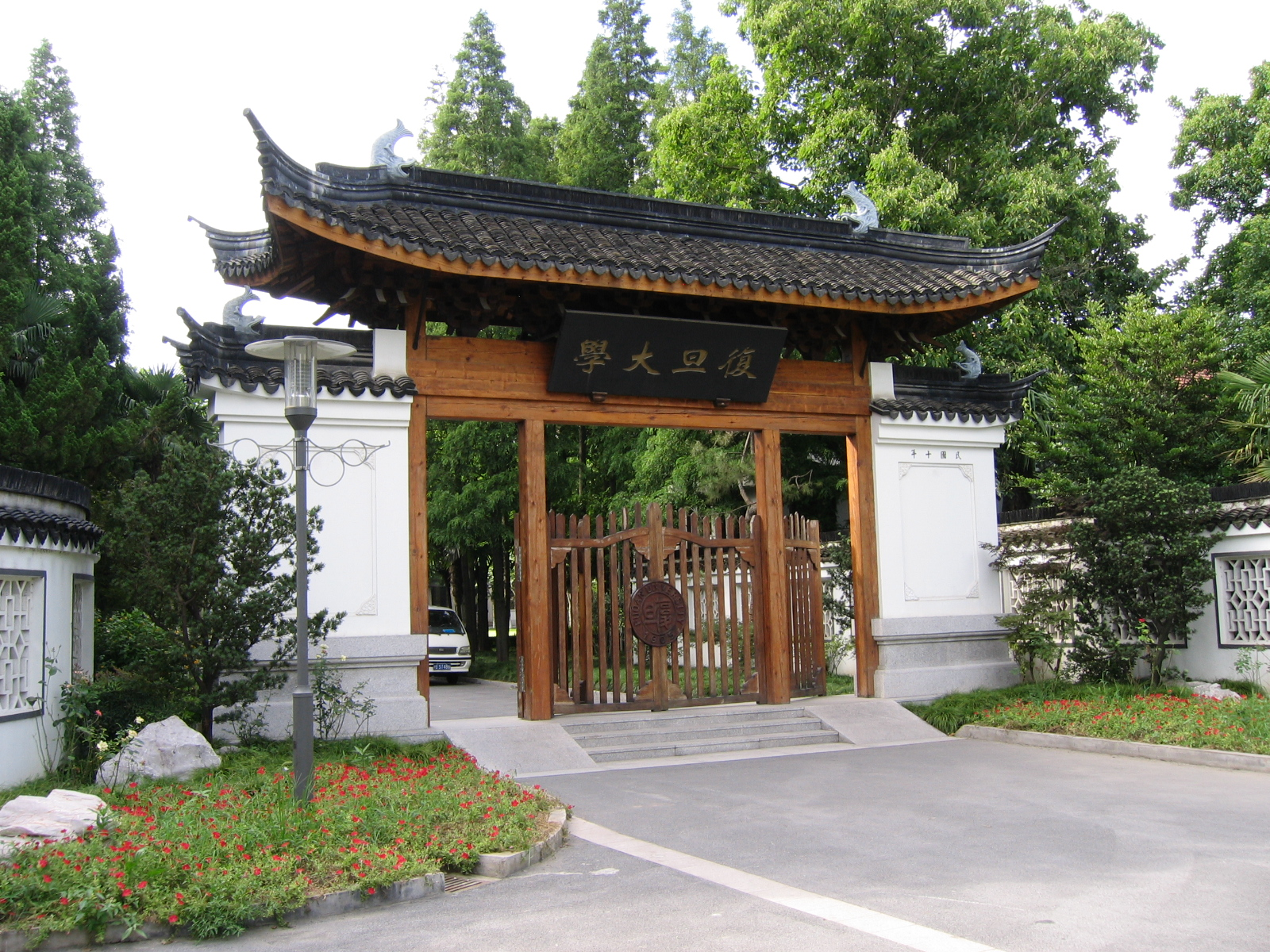
仿古木制校门，还原1921年大学部迁址江湾时正门之原貌，现已作景观用途，并未设立于主干道路之上

复旦公学的创立，与震旦学院有不少渊源，取名“复旦”，既有恢复震旦之意，又有自强不息之意。
1903年马相伯创建了震旦学院；1905年震旦学院因外籍传教士南从周夺取校政发生学潮，130名学生离校，拥戴马相伯另立新校；退学学生公推于右任、叶仲裕等7人为干事，商议新校创建办法。1905年，马相伯、叶仲裕等邀请严复、张謇、熊希龄等28人为校董，筹集复旦建校资金。两江总督周馥拨银1万两，并借吴淞提督衙门为临时校舍。
1905年6月29日（农历五月廿七），原震旦学院教师于《时报》登载《震旦学院退学师生公白》，是为“复旦”校名之始。
是年中秋节翌日（公历9月14日），民办官助的复旦公学正式开学，依照清政府高等学堂章程，将近二百学生编为八班，前四班为高等科（大学预科），后四班为预班（中学部）。
1911年12月，吴淞校舍被光复军占用，复旦一度迁校无锡惠山，月余返沪。
1912年5月，暂借爱而近路（今安庆路）3号开学。9月，迁入李公祠。此后，马湘伯去北京任要职，不能亲理校务。学校实际负责人为教务长胡敦复、庶务长叶藻庭。12月，学校发生风潮。为整顿校务，孙中山、王宠惠、陈英士、程德全、唐绍仪、于右任等组成校董会，重订章程，筹措经费，并推王宠惠任董事长，李登辉任校长。
1913年3月1日，复旦重新开学。不久，“二次革命”爆发，校董多逃亡海外，学校经费来源断绝。李登辉采取提高学费、扩大招生人数的办法，在校生由九十余人增至三百余人，学费自一百二十元增至一百六十元，藉以挹注，使复旦度过难关。同时，聘请硕学之士担任讲习，增加学科，扩充体制，校务始克发展。
从1912年至1916年，复旦公学共培养大学预科毕业生15人，中学毕业生150人。
1915年，学校在江湾购地，打算在此籌建校舍。

### 私立复旦大学、国立复旦大学时期

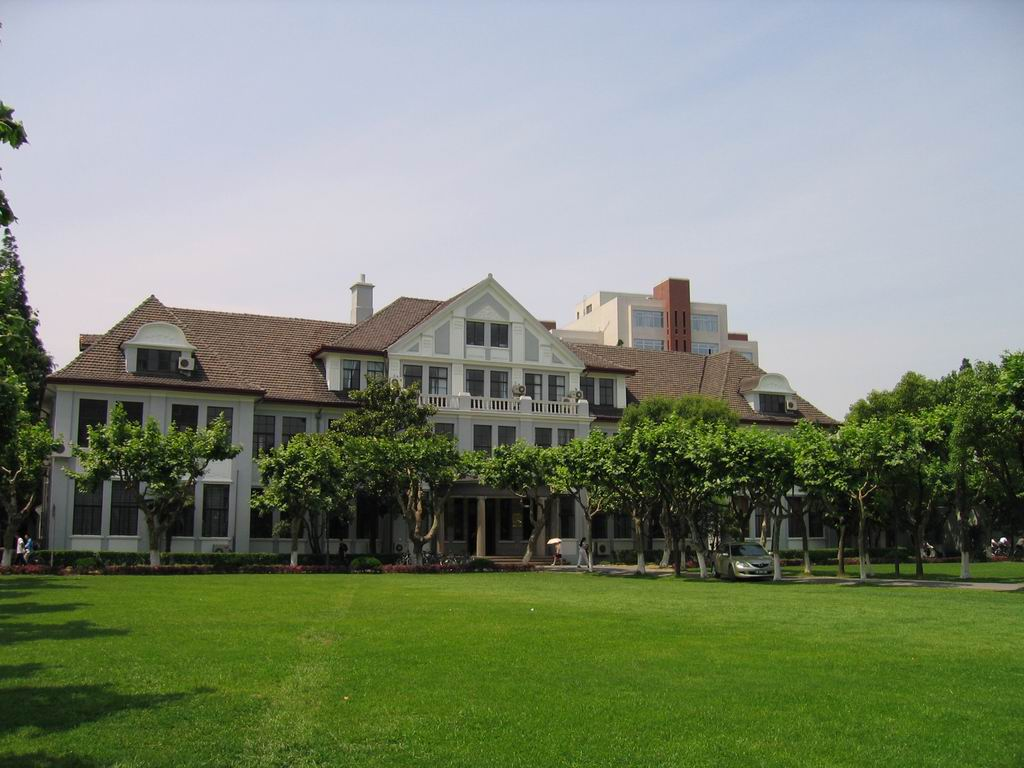
子彬院，复旦现存最古老的建筑

1917年，唐绍仪担任校董会主席，改组校董会，公学改制为为私立复旦大学，创办大学本科。李登辉为复旦大学首任校长。私立复旦大学下设文、理、商三科，并保留了复旦公学原有的大学预科和中学部。
1919年，五四运动爆发:253。有些复旦学生也參與五四運動。李登辉特准其他学校的一大批因参与政治运动而被当局开除的学生转入复旦:91。孙中山也关注复旦学生运动，及时给予指导。
1922年，江湾校园（今邯郸校区）建筑次第完工，寒假后，大学部由徐家汇李公祠（今上海市复旦中学）迁入，当时的校园范围大致在现今的相辉堂一带，此后渐次扩充。
1937年，抗日战争爆发后，上海“八一三”事变后，复旦大学被迫内迁，与同为私立大学的大夏大学合并成为中国历史上第一所联合大学，联大一设庐山，称复旦大夏第一联合大学，一设贵阳，称第二联合大学。庐山联大以原复旦师生为主，贵阳联大则以原大夏师生为主。
不久，日军進攻江西，复旦再迁重庆北碚，并于1941年改为国立。在渝期间，共毕业了近3000名学生。
1946年，学校迁回上海江湾原址。至1949年，学校设立文、理、法、商、农五院20多个系（科），初具综合性大学的雏形。

### 国立上海医学院时期
中国早期的医学院校大多为外国教会所办，当时时局混乱，若干医学院校停办，学生辍学。具有民族自尊感的颜福庆、乐文照、高镜朗、赵运文等医学界人士，决心创办一所由中国人自办自教、为中国人服务的医学院。1927年，他们在上海组建了国立第四中山大学医学院。医学院后随学校主体改名而改为国立江苏大学医学院、国立中央大学医学院。
1928年7月，接办中华民国红十字会的中国红十字会总医院（今复旦大学附属华山医院）为实习医院。
1932年，学校从中央大学独立，改名为国立上海医学院。
1933年1月，叶子衡先生捐赠江湾叶家花园，用于开设肺病疗养院。另募款建造病房，同年6月揭幕。为纪念其父叶澄衷，定名澄衷肺病疗养院（今上海市肺科医院）。
1936年9月，枫林新校舍落成。同年12月中山医院落成，附设护士学校一所。
抗战爆发后，上医先后迁至云南昆明白龙潭、重庆歌乐山。1944年，接办重庆中央医院（今西南医院）为附属医院。
1946年5月至8月，师生分三批迁回上海。

### 中华人民共和国建国初期
1949年秋，奉中央人民政府教育部指示，上海私立暨南大学新闻系并入复旦大学新闻系；1950年9月，复旦大学生物系海洋组并入山东大学；1951年，复旦大学土木工程系并入交通大学，教育系并入新成立的华东师范大学。
1952年，复旦大学列名第一批进行院系调整的高等院校。1952年8月至9月底，浙江大学、交通大学、同济大学、大同大学、沪江大学、震旦大学、圣约翰大学、南京大学、金陵大学、安徽大学、上海学院等校的有关系科陆续与复旦大学合并，而复旦大学财经学院会计、统计、企业管理、银行、贸易、合作六个系及统计、贸易、银行三个专修科调出，支援成立上海财经学院；农学院农艺、园艺、农化三系调至东北沈阳，新建沈阳农学院；茶叶专修科调至安徽大学农学院；法学院法律、政治两系调出，支援成立华东政法学院；外文系德文组调出，并入南京大学。复旦是当时全国院系调整中组合高校最多的大学，此后，由十余所高等学校有关系科合并组成的新复旦，汇聚了江、浙、皖、沪地区著名专家学者，成为一所文理科综合性大学。同年，国立上海医学院更名为上海第一医学院，院系调整中浙江大学理学院药学系并入学校药学院。西门妇孺医院（今复旦大学附属妇产科医院、复旦大学附属儿科医院）、上海镭锭治疗院（今复旦大学附属肿瘤医院）分别于1952年、1953年划归上海第一医学院。1952年又在犹太医院旧址上新建眼耳鼻喉科医院（今复旦大学附属眼耳鼻喉科医院）。
1956年，中国第一台电子计算机在复旦诞生。同年，全国院校教授等级评比，上海第一医学院有16人获评一级教授，数量居全国內地高等院校第二名（仅次于北京大学27名），其中5位为上医毕业生。同年，上海第一医学院集中力量，倾半校之力，在重庆建立了重庆医学院。
1959年，复旦大学和上海第一医学院成为首批全国重点大学。

### 文化大革命时期
复旦大学在文化大革命时期陷入一片混乱，发展几近停顿。文革中，复旦受审查和批斗的教职工占80%左右，受迫害致死的有41人。直到1978年中共十一届三中全会后，受迫害者才得到平反。
1966年，“八·六斗鬼风”席卷复旦。8月5～8日，复旦大学56名教授和干部头戴高帽，脸涂墨汁被揪斗。
1966年8月11日，受北京红卫兵运动的影响，复旦大学外语系学生成立“红卫兵战斗组”（这是上海第一个以“红卫兵”命名的组织）。8月19日，上海百万群众在人民广场举行“庆祝无产阶级文化大革命群众大会”。会上，复旦“红卫兵战斗小组”报告了代表在北京见到毛泽东的情景。
1967年1月四人帮之一的张春桥利用造反派发动“一月風暴”向上海市市委夺权，成立上海市革命委员会，夺权运动之后席卷全国。但从1967年1月23日起，复旦的造反派组织发动第一次炮打张春桥事件。中央文革小组对此发出“一·二九中央文革特急电报”，第一次炮打张春桥事件失败。张春桥顺势发动反对“炮打中央文革的反革命逆流”运动。1968年4月12日开始，复旦再次发生第二次炮打张春桥事件。1970年张利用一打三反运动进行反扑。
1967年11月“军宣队”进入学校；:78次8月26日“工宣队”进入学校。自1970年起，全校共招收六届“工农兵学员”6576人。
1978年，苏步青就任校长、夏征农就任第一书记后，进行了一系列拨乱反正工作，同时倡导民主办校，推动思想解放运动。4月28日，复旦召开平反大会，党委常委、组织部长李庆元宣布平反决定，学校秩序逐渐恢复正常。

### 改革开放至20世纪末
1984年，复旦大学和上海第一医学院成为全国首批设立研究生院的高校。
20世纪80年代以后，复旦大学逐步发展成为一所包含人文科学、社会科学、自然科学、技术科学以及管理科学在内的多科性研究型综合大学。
1985年，上海第一医学院更名为上海医科大学。
1989年4月15日，前中共中央总书记胡耀邦逝世。中共上海市委于4月16日晚八时向中共中央的报告称：复旦大学在4月15日半夜时刻发现贴于中央饭厅的四张小字报，六幅标语。这些活动逐渐拉开了六四事件的序幕。当年5月，复旦和其他在沪高校学生多次人民广场、外滩汇丰银行大楼（原上海市政府所在地）等地，进行静坐、发表演说、游行示威、绝食、散发请愿书等抗议活动。6月4日天安门清场后，自清晨起，复旦以及上医大、同济、交大和华东师大等部分高校的大学生上街游行，并先后在全市几十个交通要道口拦军车、设路障、堵交通，表示抗议。6月9日上午，复旦大学、上海交通大学、华东师范大学、华东化工学院、同济大学等十五所大学的六千多名学生在人民广场举行「追悼会」，向「北京死难同胞致哀」。六四事件之后，90、91、92三级复旦大学新生在大连陆军学院和南昌陆军学院进行了长达一年的军训。

### 进入21世纪
2000年，复旦大学与上海医科大学合并，成立新的复旦大学，综合实力进一步增强，优势学科从“文理并进”发展成为文理医“三足鼎立”的新格局。上海医科大学与老复旦大学的合并，拓宽了复旦的学科结构，为世界一流综合性大学的发展目标奠定了基础。但在合校初期，上海医科大学各医学院系和附属医院被调整为由校方统一管理，这一管理体制后来被证明不符合医学教育、临床和科研的实际，影响了上医的发展。
2005年，复旦大学建校100周年，张江校区、江湾新校区先后建成投入使用。同年复旦学院作为本科一年级新生学院成立，作为学校实施通识教育的教学、研究和管理机构。
2010年，在复旦黄山门事件中，一位民警在拯救遇险的复旦学生和校友期间殉职，复旦大学被救者反应冷漠引发巨大争议。同年，复旦大学組建复旦基础教育联盟，上海市复旦中学、复旦大学附属中学、重庆复旦中学、桃園市私立復旦高級中學、上海市复兴高级中学、乌江复旦学校為聯盟成員。
2012年，新的复旦学院成立，复旦学院升格为复旦大学的本科生院。同年，新的上海医学院成立，作为学校党政的派出机关，代表学校统一管理各医学院系和附属医院。
2013年4月，上海医学院学生林森浩与黄洋因琐事发生矛盾将后者毒死，林森浩后被判处并执行死刑。
2018年，教育部、国家卫生健康委员会、上海市人民政府三方共建托管复旦大学上海医学院及其直属附属医院。根据共建协议，教育部在保持原有支持不变的基础上，在人才培养、科学研究、学科建设、经费投入等方面加大支持力度；落实扩大办学自主权，上海医学院行政级别恢复为正局级，指导支持复旦大学上海医学院，加快建设一流医学院。
2019年12月2日，中華人民共和國教育部同意復旦大學學校章程部分條款的修改。新版章程加入了「為中國共產黨治國理政服務」、「堅持用習近平新時代中國特色社會主義思想武裝師生員工頭腦」、「學校構建以思想政治教育為根本」等內容，舊版本中強調「學術獨立和思想自由」、「學校黨政領導不參加學術委員會」相關內容則被刪改，大學將會設置「教材委員會」，「在學校黨委領導下，對學校教材建設、使用與管理工作進行指導、審議和監督」，主要職責是「貫徹黨和國家關於教材工作的方針政策，指導和統籌全校教材工作」。數十名學生於校內餐廳以唱校歌的方式抗議。
2021年4月27日 ，匈牙利政府与复旦大学签订协议，復旦大學将在布达佩斯成立可容纳6,000名学生的分校。项目总统约18亿美元，其中15亿美元由一家中国银行负责贷款。然而该项目遭遇布达佩斯部分民众反对，市长卡拉松尼·盖尔盖伊宣布将校址附近的四条道路更名为“光复香港道”、“达赖喇嘛道”、“维吾尔烈士径”和“谢仕光主教道”。6月5日，布達佩斯更是爆發上萬人反對復旦大學建校的遊行。匈牙利政府決定延後復旦大學建校計畫，原本打算交由2023年初由布达佩斯市民公投决定是否建校，但随后公投被当地法院叫停，上诉也遭到宪法法院驳回。
2021年6月7日，复旦大学发生一起持刀杀人案，教师姜文华因工作问题持刀杀死了数学学院党委书记王永珍。
2024年3月，復旦大學对校外人士开放学校食堂用餐，不過要另收50%搭伙费。
2024年6月19日，一名復旦大學學生在法學院畢業典禮揮拳打老師。警方隨後將打人學生帶走做筆錄。

## 排名聲譽
复旦大学是中国最著名的大学之一，名列首批211工程、首批985工程名单，是九校联盟和华东五校之一。在2023年QS大学全球排行榜中，复旦大学位列世界第34名，中国内地第3名，亚洲第7名。在2023年泰晤士世界大学排名中，复旦大学位列世界第70名，中国内地第3名。而在2022年世界大学学术排名榜上，复旦大学位列世界第67名，中国内地第6名；在2023年US News上，复旦大学位列世界116名，中国内地第7名。
本科生源品質常为全国高校第三，仅次于清华大学与北京大学。另外，国内媒体及民间常将复旦大学与北京大学、清华大学、上海交通大学一起，并称“北清复交”或“清北复交”，显示复旦大学是继北大和清华之后，中国最有名的高等学府。

## 传统与文化

### 校训
复旦大学的校训是“博学而笃志，切问而近思”，出自《论语·子張第十九》，原文为：
|  | 子夏曰：“博学而笃志，切问而近思，仁在其中矣。” |

复旦的校训并非在学校诞生之时就确定的。在复旦建校十年（1915年）之际，当时的校长李登辉先生仿效美国名校制度，制定校训、校徽，于是才有了校训的产生。该校训最后由李登辉和马相伯等人共同选定。
上海医科大学的老校训是“正谊明道”，出自《董仲舒传》，原文为：
|  | 夫仁人者，正其谊不谋其利，明其道不计其功。 |

1934年6月，国立上海医学院院务会议决定以“正谊明道”为校训。同时，决定学生毕业时举行宣誓典礼，誓词为：“余誓以至诚，本余所学，为人群服务，严守医师条戒，终身不渝，并力求深造，克尽厥职，谨此宣誓。”此外，上海医科大学也曾把江泽民于1997年为学校题写的“严谨求实，团结创新”作为新校训。

### 精神
“复旦精神”是团结、服务、牺牲，由老校长李登辉总结归纳。1947年7月，他对毕业生说：“服务、牺牲、团结，是复旦的精神，更是你们的责任！”。
此外，学校百年校庆时提出“爱国奉献、学术独立、海纳百川、追求卓越”为新时期复旦精神；也有很多学生认同“自由而无用”——即思想与学术、甚至生活观念，能在无边的时空中恣意游走，以及对身边现实功利的有意疏离——为复旦的灵魂。
“上医精神”是为人群服务，出自创始人颜福庆一贯提倡的理念：“不计功利，为社会、为人群服务”。上海医科大学创建80周年时，“正谊明道的道德理想”和“严谨求实的科学精神”也被总结为上医的精神和传统。

### 校歌
复旦历史上曾有过三首校歌，分别是现行校歌（老校歌）、复旦原新校歌、上海医科大学校歌。
现行校歌（老校歌）创作于1925年，于复旦2005年百年校庆时正式恢复校歌地位。由刘大白作词、丰子恺作曲。其早期旋律源自当时的荷兰国歌《尼德兰人的血脉》，后改为现今旋律。
《上海医科大学校歌》创作于1930年代中期，由黄炎培作词、徐希一谱曲，现作为上海医学院院歌使用。生物系85级学生唐中作词、历史系文博干训班进修生李南书作曲于1988年的复旦新校歌《复旦的光华》则由于传唱不开，因而在校学生会的建议下，于2005年复旦百年校庆时结束了其历史使命。

### 校花

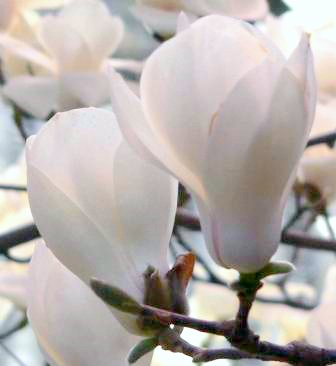
复旦校花白玉兰

复旦大学的校花是白玉兰。因其绽于春寒料峭时，先开花后生叶，花开时皎洁如白玉，得誉“花中君子”，故以此为校花。
1913年3月，复旦公学刚刚从吴淞迁入徐家汇的李公祠，庭院中有数株白玉兰树正在绽放，师生认为白玉兰是“花中君子”，私下定为校花。
1947年，李登辉校长在复旦同学会（即校友会）年会上正式提议白玉兰为复旦校花，得到了与会校友的热烈鼓掌而获通过。

### 社团
1979年“文革”后复旦第一个学生社团——书画协会成立。现校内本科生学生社团分学术、实践、体育、艺术等18类，总数210个。

### 3108教室
3108教室，即复旦邯郸校区第三教学楼一楼西2教室，可容纳约200人。3108教室因是美国总统里根等众多名人演讲过的教室，是复旦文化的核心标志物之一，也是各类社团活动最为热门的教室。同时，自2010-2011学年起，该教室成为邯郸校区可通宵自习的教室之一。

## 四大校区
经过多年的建设和发展，复旦大学已经形成“一体两翼”的校园格局：即以邯郸校区、江湾新校区为一体，以枫林校区、张江校区为两翼。截至2012年底，学校共有土地244.32万平方米，合约3,813亩。

### 邯郸校区
邯郸校区位于杨浦区，是复旦行政部门所在地，也是复旦历史最悠久的校区（1915年购得，1920年奠基，1922年学校迁于此），目前亦为大部分院系、学生的所在地。其正门位于邯郸路220号，近五角场。占地922,297平方米，合1,383亩。未来，邯郸校区的功能定位将被调整为以人文社会科学院系和本科生教学为主。

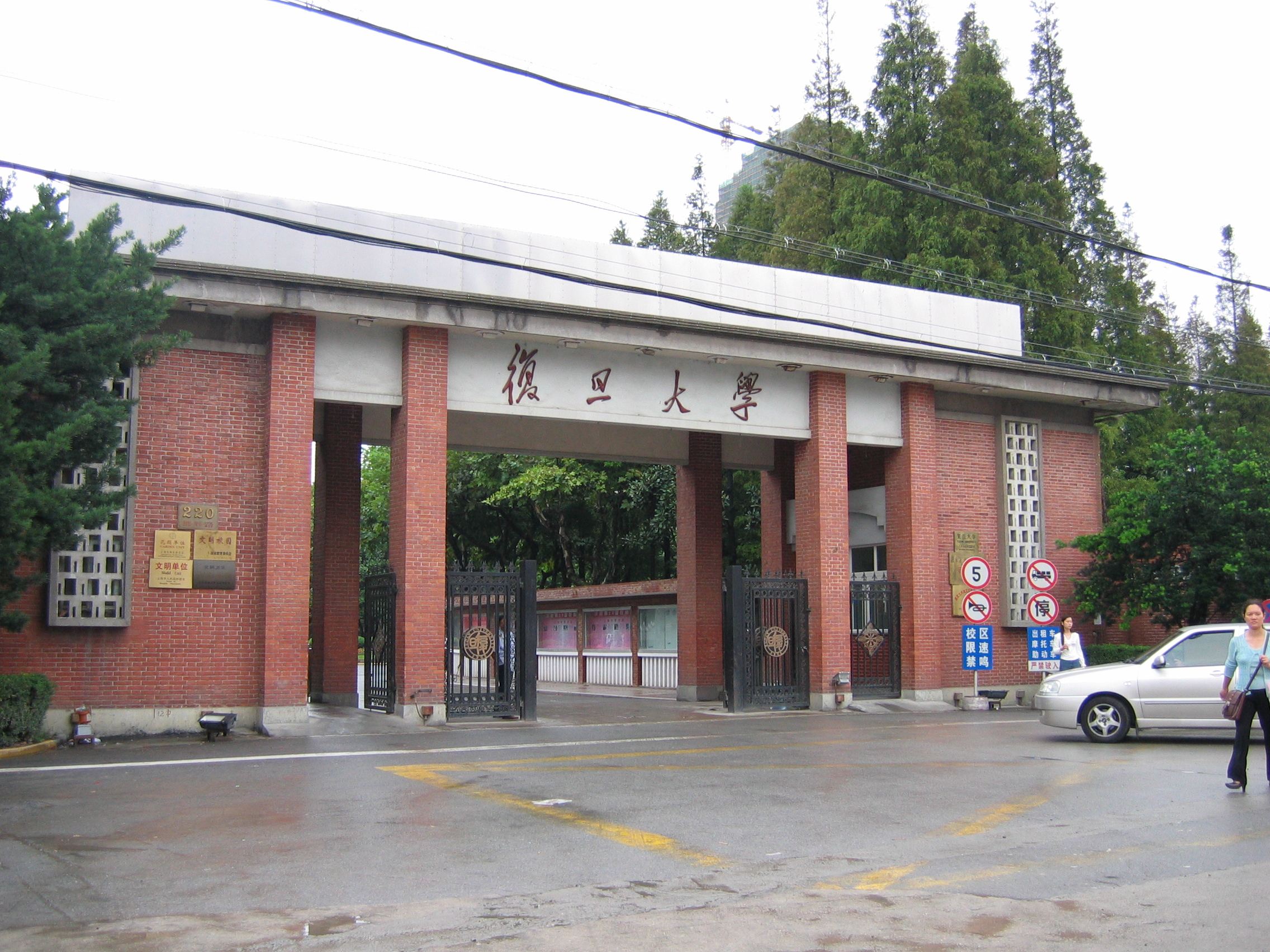
邯郸路校区正校门
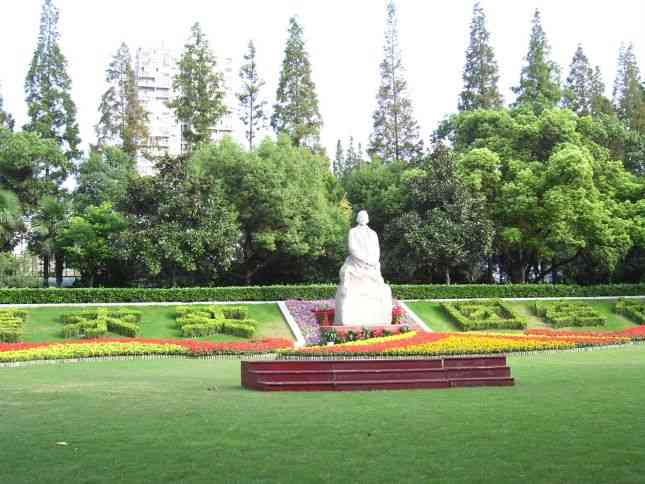
枫林校区颜福庆像
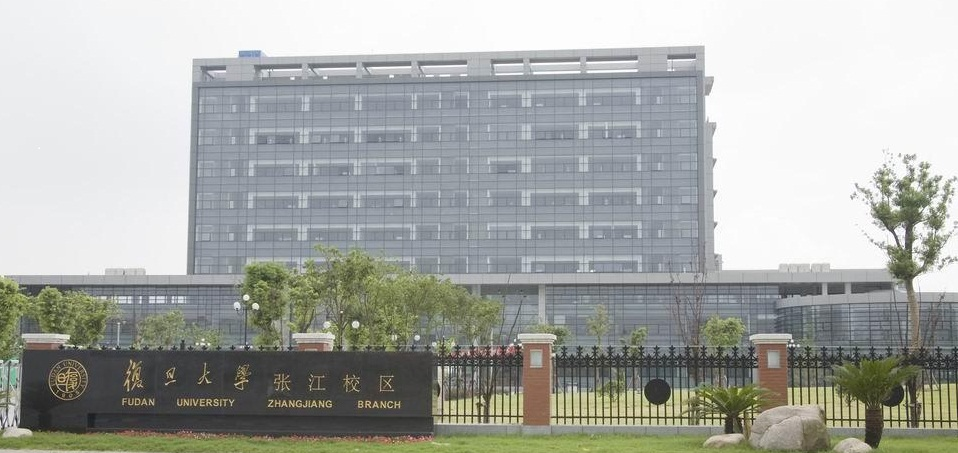
张江校区药学科研楼
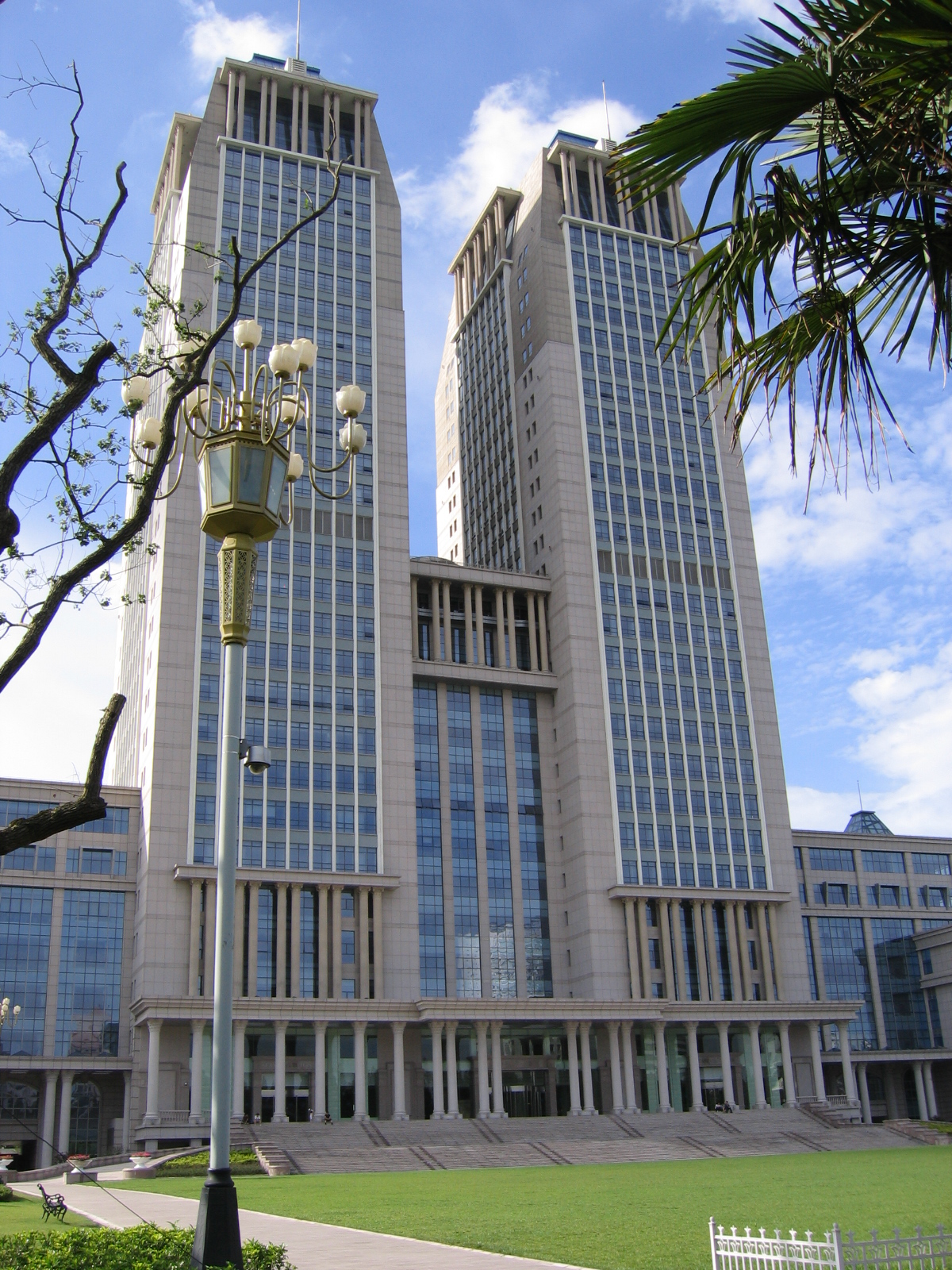
光华楼，百年校庆时启用

### 枫林校区
枫林校区位于徐汇区，是原上海医科大学校址。占地192,123平方米，合288亩，位于医学院路138号。是基础医学院、公共卫生学院、护理学院的所在地。枫林校区的功能定位是医学学科相关院系和本科生教学。

### 张江校区
张江校区坐落于浦东新区张江高科技园区。占地228,176平方米，合342亩，位于张衡路825号。曾是微电子学院、计算机科学技术学院、软件学院、药学院的所在地。2020年暑假，因校区定位调整，计算机科学技术学院、软件学院整体搬迁至江湾校区，但本科生教育仍以邯郸校区为中心开展。
2017年10月“张江复旦国际创新中心”建设正式启动。张江复旦国际创新中心聚焦新一代信息技术、生命健康及其交叉领域等三大板块，规划建设“人类表型组计划”、“微纳电子与量子”、“脑与类脑智能”及“原创新药”等四个重大项目平台。

### 江湾校区

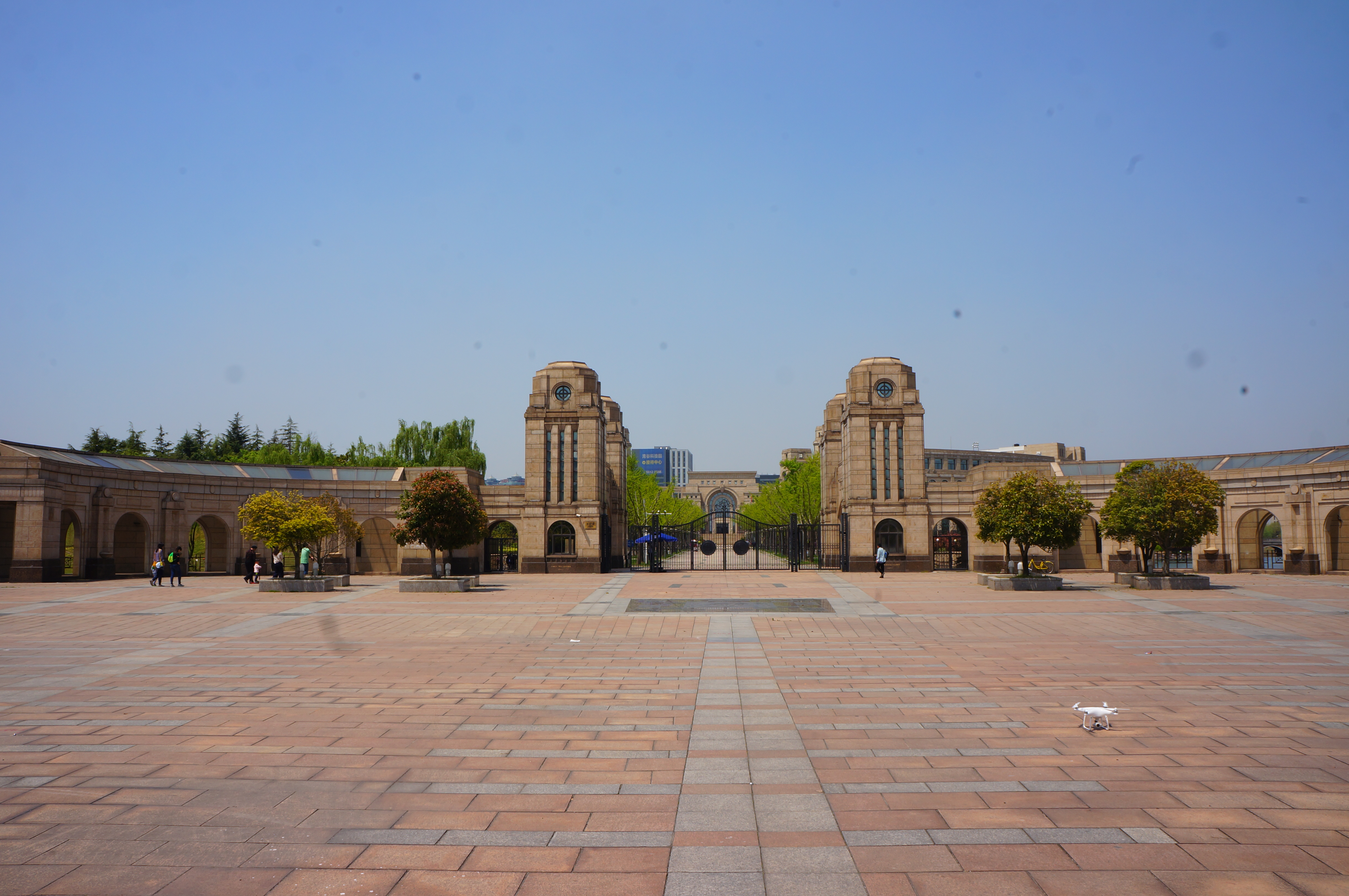
复旦大学江湾校区校门

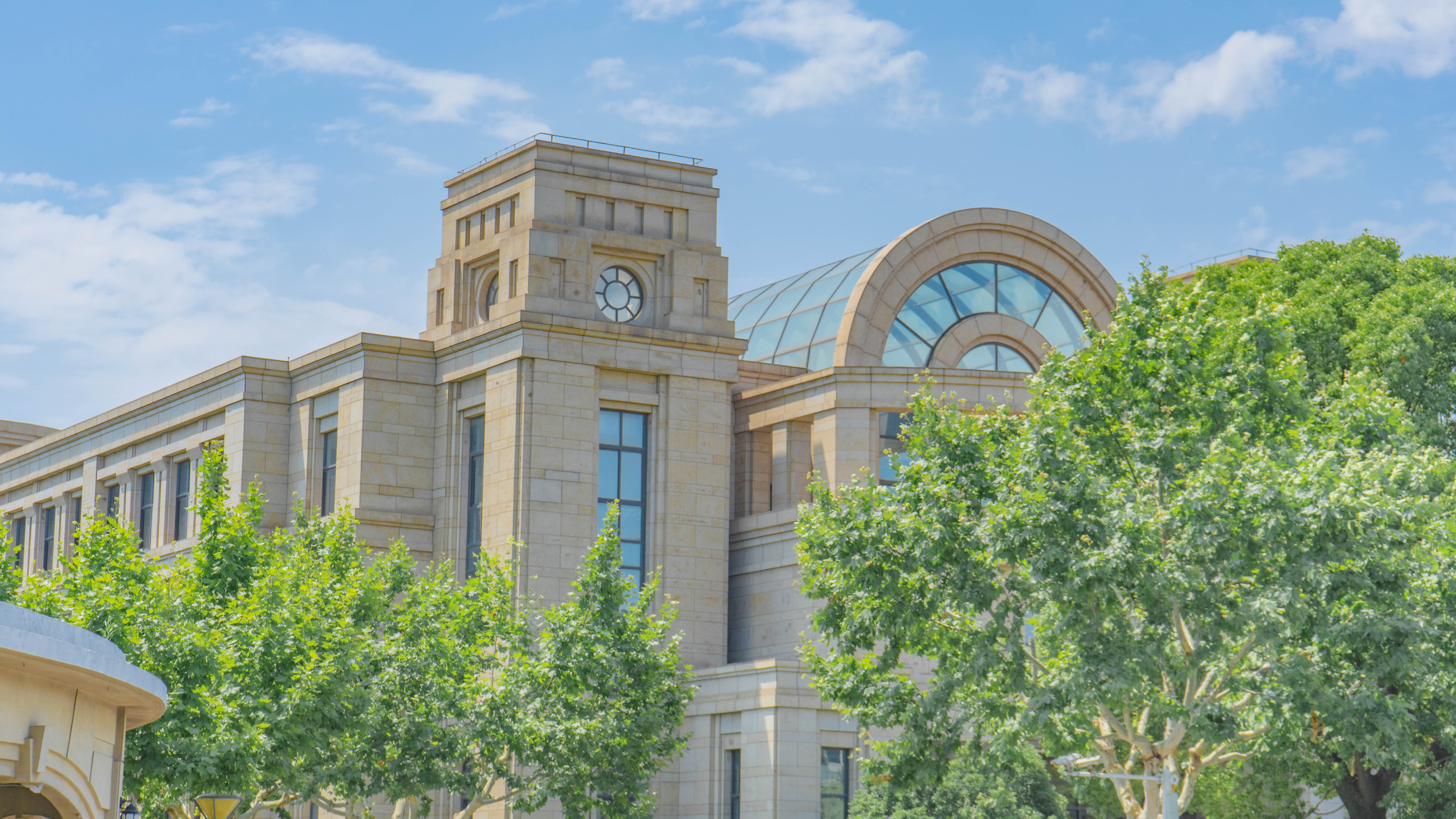
复旦大学江湾校区教学楼

江湾校区是复旦面积最大的校区，1号门（正门）位于淞沪路2005号。校区坐落于杨浦区西北角、新江湾城西北部，占地面积约1,600亩（其中学生教师公寓占地面积100亩），规划全日制在校生10,000人。校区距江湾城市副中心约1.5公里，距复旦大学邯郸路校区约3.5公里，于2003年12月30日破土动工。目前法学院位于江湾校区，生命科学学院亦已搬入江湾校区。未来规划的定位是以理科部分和工科院系及科研机构为主，法学院大楼、图书馆、生命科学学院大楼等已经建成，数学、物理、化学和环境生态大楼也已列入建设规划。2013－2017年上海医学院曾因枫林校区修缮主体搬入江湾校区。

## 组织机构

### 院系所
| - 复旦学院（本科生院） - 志德书院 · 腾飞书院 · 克卿书院 · 任重书院 · 希德书院 - 研究生院 - 中国语言文学系 - 哲學學院 - 哲学系 · 宗教学系 - 歷史學系 - 旅遊學系 - 文物與博物馆学系 - 经济学院 - 经济学系 · 世界经济系 · 国际金融系 · 風險管理與保險學系 · 公共经济学系 - 泛海国际金融学院 - 国际关系与公共事务学院（页面存档备份，存于） - 国际政治系 · 政治学系 · 公共行政系 - 管理学院 - 财务金融系 · 應用經濟學系 · 管理科学系 · 會計学系 · 企業管理系 · 市场营销系 · 統計與數據科學系 · 信息管理与商業智能系 · 管理科学系（中法合作物流管理方向）· MBA、EMBA - 法学院 - 法医学与法庭科学学院 - 新闻学院 - 新闻学系 · 广播电视學系 · 廣告學系 · 传播学系 - 外国语言文学学院 - 英语语言文学 · 法语语言文学 · 德语语言文学 · 日语语言文学 · 俄语语言文学 · 朝鲜语语言文学 · 西班牙语言文学· 翻译系 · 大学英语教学部 - 社会发展与公共政策学院 - 社会学系 · 社会工作系 · 心理学系 · 社會管理與社會政策學系 · 人口研究所 · 人類學民族學研究所 - 国际问题研究院 - 古籍整理研究所 - 中国历史地理研究所 - 國際文化交流學院 - 漢語學系 · 中國語言研究所 · 中國文化研究所 - 高等教育研究所 - 国际问题研究院 - 出土文献与古文字研究中心 - 社会科学高等研究院 - 高等学术研究院 - 文史研究院 - 中国研究院 | - 数學科學學院 - 數學系 · 應用數學系 · 資訊與計算科學系 · 金融數學與控制科學系 · 機率與統計精算學系 - 物理學系 - 化學與材料學院 - 高分子科學系 · 化學系 · 材料科學系 - 環境科學與工程系 - 生命科學學院 - 生態與演化生物學系 · 微生物學與免疫學系 · 生理學與神經生物學系 · 人類遺傳學和人類學系 · 生物化學與生物物理學系·計算生物學系 · 遺傳學與遺傳工程系 · 細胞與發育生物學系 - 信息科学与工程学院 - 電子工程系 · 光科学与工程系 · 微电子学院 · 通信科学与工程系 · 光源与照明工程系 - 计算机科学技术学院 - 计算机科学与技术 · 人工智能 · 軟件學院 · 國家保密學院 - 大數據學院 - 大氣科學研究院 (大氣與海洋科學系) - 类脑智能科学与技术研究院 - 航空航天系 - 现代物理研究所 - 现代物理研究所/核科学与技术系 - 先进材料实验室 - 神经生物学研究所 分析测试中心 | - 上海医学院 - 基础医学院 - 解剖与组织胚胎学系 · 病理学系 · 生理与病理生理学系 · 药理学系 · 生物化学与分子生物系 · 细胞与遗传医学系 · 免疫学系 · 病原生物学系 · 法医学系 · 神经生物学系 · 中西医结合系 - 临床医学院 - 内科学系 · 外科学系 · 儿科学系 · 妇产科学系 · 眼科学系 · 耳鼻喉科学系 · 临床诊断学系 · 精神卫生学系 · 皮肤病与性病学系 · 康复与运动医学系 · 影像医学系 · 神经病学系 · 麻醉学系 · 全科医学系 · 口腔医学系 · 肿瘤学系 - 公共卫生学院 - 预防医学系 · 卫生事业管理系 - 药学院 - 护理学院 - 实验动物科学部 - 放射医学研究所 - 生物医学研究院 - 脑科学研究院 - 体育教学部 - 艺术教育中心 - 继续教育学院 - 网络教育学院 - 东方管理研究院 |

### 附属医院
复旦大学现拥有中山医院、华山医院、肿瘤医院、妇产科医院、儿科医院、眼耳鼻喉科医院6家直属医院和金山医院、上海市第五人民医院、上海市公共卫生临床中心、华东医院、闵行医院、浦东医院、静安区中心医院、上海质子重离子医院、精神卫生中心（筹）、青浦区中心医院（筹）、附属徐汇医院（筹）、附属口腔医院（筹）等一系列非直属医院

### 附属学校
复旦附中、复旦第二附属学校、浦东复旦附中分校、复旦附中青浦分校、复旦大学附属徐汇实验学校、复旦大学附属闵行实验学校、复旦幼儿园、复旦医学院幼儿园

### 直属单位
复旦学报（社会科学版、自然科学版、医学版）、图书馆（文献信息中心）、档案馆、校园信息化办公室、艺术教育中心、分析测试中心、继续教育学院、网络教育学院、复旦大学出版社有限公司、上海复旦复华科技股份有限公司、复旦大学风湿免疫过敏性疾病研究中心

### 产学研
复旦大学宁波研究院、复旦大学青岛研究院、复旦大学无锡研究院、复旦大学义乌研究院、复旦大学合肥先进产业研究院、珠海复旦创新研究院、复旦大学泰州健康科学研究院

### 全球复旦
复旦大学布达佩斯校区

## 国家重点学科
复旦大学拥有86个各类国家重点学科，居全国第三位，仅次于北京大学和清华大学（含北京協和醫學院）。二级学科国家重点学科（不含覆盖）总数居全国第二位，仅次于北京大学。

### 一级学科国家重点学科
哲学、理论经济学、中国语言文学、新闻传播学、数学、物理学、化学、生物学、电子科学与技术、基础医学、中西医结合。

### 二级学科国家重点学科
产业经济学、金融学、政治学理论、国际关系、历史地理学、中国近现代史、计算机软件与理论、内科学（心血管病）、内科学（肾病）、内科学（传染病）、儿科学、神经病学、影像医学与核医学、外科学、眼科学、耳鼻咽喉科学、妇产科学、肿瘤学、流行病学与卫生统计学、药剂学、社会医学与卫生事业管理。

## 重点实验室

### 国家重点实验室
- 应用表面物理国家重点实验室（物理学系）
- 遗传工程国家重点实验室（生命科学学院）
- 专用集成电路与系统国家重点实验室（信息科学与工程学院）
- 医学神经生物学国家重点实验室（基础医学院）
- 聚合物分子工程国家重点实验室（高分子科学系）

### 省部级重点实验室
| - 生物多样性与生态工程 （生命科学学院） - 非线性数学模型与方法 （数学科学学院） - 医学分子病毒学 （基础医学院；教育部、卫生部重点实验室） - 分子医学 （基础医学院） - 智能化递药（药学院） - 电磁波信息科学 （信息科学与工程学院） - 公共卫生安全 （公共卫生学院） - 癌变与侵袭原理 （中山医院） - 现代人类学 （生命科学学院） - 物质计算科学 （物理学系） - 微纳光子结构 （物理学系） | - 糖复合物 （基础医学院） - 抗生素临床药理 （华山医院） - 手功能重建 （华山医院） - 医学技术评估 （公共卫生学院） - 医学分子病毒学 （基础医学院；卫生部、教育部重点实验室） - 听觉医学 （五官科医院） - 近视眼研究 （五官科医院） - 病毒性心脏病 （中山医院） - 新生儿疾病 （儿科医院） | - 现代应用数学 （数学科学学院） - 分子催化与功能材料 （化学系） - 智能信息处理 （计算机科学技术学院） - 周围神经显微外科 （华山医院） - 医学图像处理与计算机辅助手术 （基础医学院） - 器官移植 （中山医院） - 女性生殖内分泌相关疾病 （妇产科医院） - 视觉损害与重建（附属眼耳鼻喉科医院） - 乳腺肿瘤 （附属肿瘤医院） - 出生缺陷防治（附属儿科医院） - 老年医学（华东医院） - 大气颗粒污染物防治（环境科学与工程系） |

## 历任管理者

### 校长

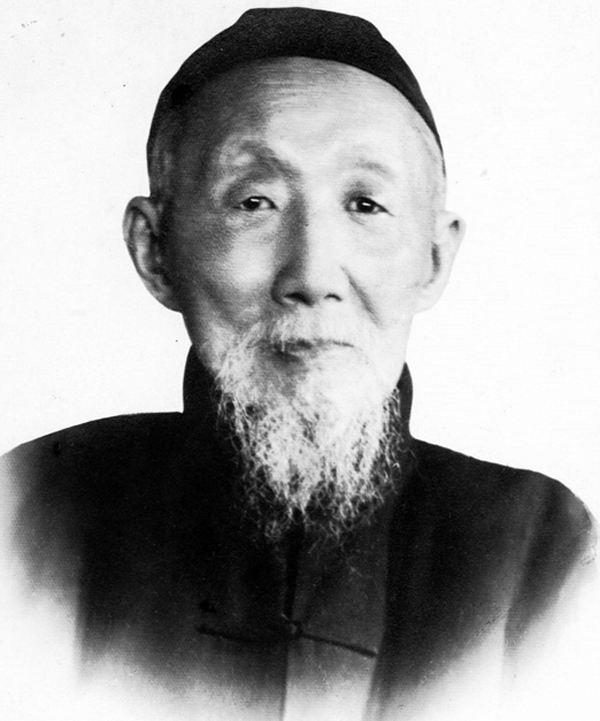
马相伯，复旦公学创始人

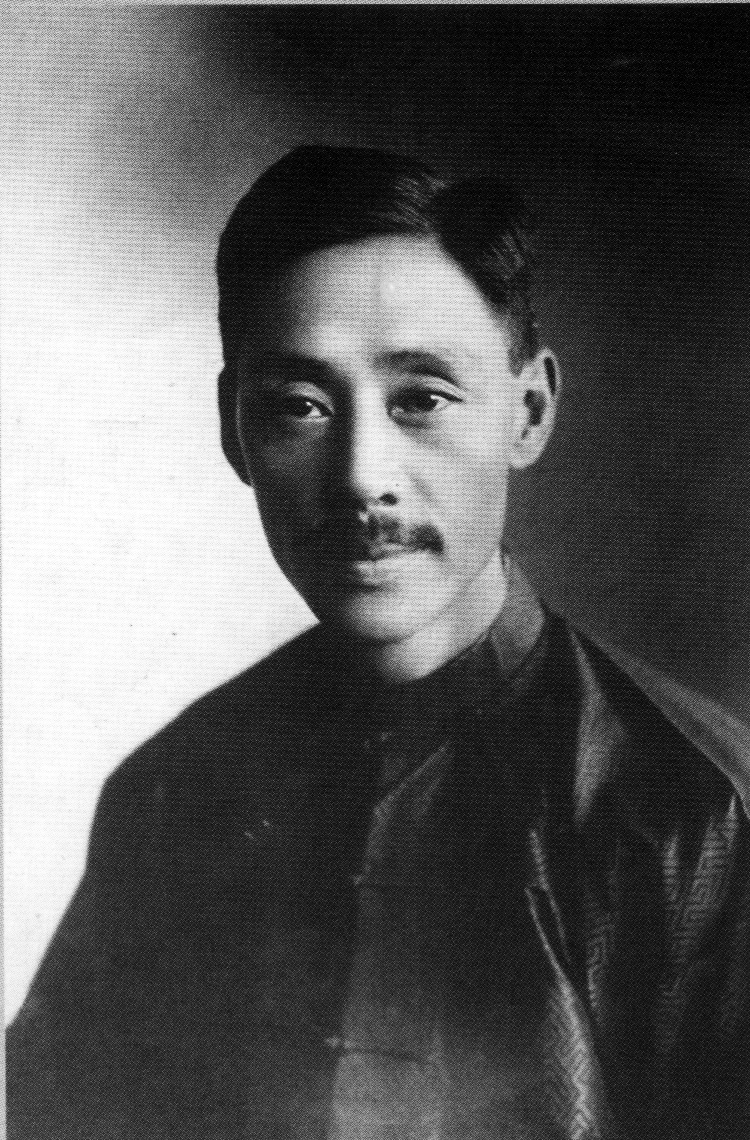
颜福庆，国立上海医学院创始人

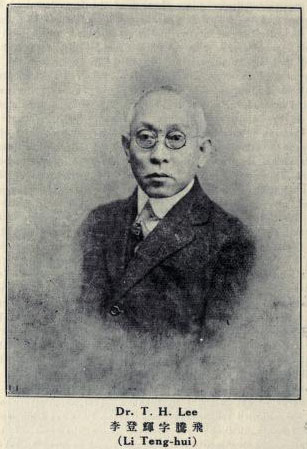
李登辉，私立复旦大学首任校长

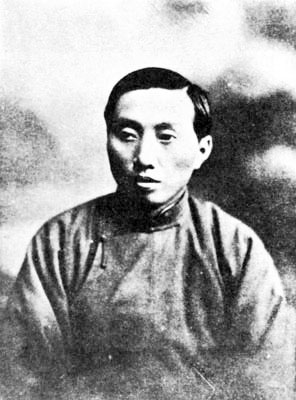
陈望道，院系调整后复旦大学首任校长

| 职务                   | 姓名   | 任期                     |
| ---------------------- | ------ | ------------------------ |
| 复旦公学               |        |                          |
| 校长                   | 马相伯 | 1905年 - 1906年          |
| 校长                   | 严复   | 1906年 - 1907年          |
| 监督                   | 夏敬观 | 1907年 - 1909年          |
| 监督                   | 高凤谦 | 1909年 - 1910年          |
| 校长                   | 马相伯 | 1910年 - 1912年          |
| 校长                   | 李登辉 | 1913年 - 1917年          |
| 私立复旦大学           |        |                          |
| 校长                   | 李登辉 | 1917年 - 1936年7月       |
| 代理校长               | 唐路园 | 1918年                   |
| 代理校长               | 郭任远 | 1924年7月 - 1925年3月    |
| 代理校长               | 钱新之 | 1936年8月 - 1940年5月    |
| 国立复旦大学           |        |                          |
| 校长                   | 吴南轩 | 1940年5月 - 1943年2月    |
| 校长                   | 章益   | 1943年2月 - 1949年7月    |
| 校务委员会主委         | 张志让 | 1949年7月 - 1952年9月    |
| 复旦大学（两校合并前） |        |                          |
| 校長                   | 陈望道 | 1952年9月 - 1966年12月   |
| “革委会”主任           |        | 1968年1月-？             |
| “革委会”主任           | 陈望道 | 1972年10月 - 1977年10月  |
| 校长                   | 苏步青 | 1978年7月 - 1983年1月    |
| 校長                   | 谢希德 | 1983年1月 - 1988年11月   |
| 校長                   | 华中一 | 1988年11月 - 1993年11月  |
| 校长                   | 杨福家 | 1993年11月 - 1998年12月  |
| 校长                   | 王生洪 | 1998年12月 - (2009年1月) |

| 职务                                              | 姓名   | 任期                    |
| ------------------------------------------------- | ------ | ----------------------- |
| 国立第四中山大学→国立江苏大学→国立中央大学 医学院 |        |                         |
| 院长                                              | 颜福庆 | 1927年10月 - 1932年     |
| 国立上海医学院                                    |        |                         |
| 院长                                              | 颜福庆 | 1932年 - 1940年12月     |
| 代理校务                                          | 朱恒璧 | 1938年 - 1940年12月     |
| 院长                                              | 朱恒璧 | 1941年1月 - 1949年7月   |
| 上海医学院                                        |        |                         |
| 临时管委会主委                                    | 宫乃泉 | 1949年8月 - 1951年12月  |
| 上海第一医学院                                    |        |                         |
| 院长                                              | 宫乃泉 | 1951年12月 - 1953年12月 |
| 代理院长                                          | 林枫   | 1953年12月 - 1954年10月 |
| 院长                                              | 陈同生 | 1955年6月 - 文革        |
| “革委会”主任                                      |        |                         |
| 院长                                              | 石美鑫 | 1978年8月 - 1984年6月   |
| 院长                                              | 张镜如 | 1984年6月 - 1985年5月   |
| 上海医科大学                                      |        |                         |
| 校長                                              | 张镜如 | 1985年5月 - 1988年9月   |
| 校长                                              | 汤钊猷 | 1988年9月 - 1993年11月  |
| 校長                                              | 姚泰   | 1994年1月 - 2000年4月   |

| 职务                          | 姓名   | 任期                    |
| ----------------------------- | ------ | ----------------------- |
| 复旦大学(2000年4月两校合并後) |        |                         |
| 校长                          | 王生洪 | (1998年12月)-2009年1月  |
| 校长                          | 杨玉良 | 2009年1月 - 2014年10月  |
| 校长                          | 许宁生 | 2014年10月 - 2021年11月 |
| 校长                          | 金力   | 2021年11月 - 至今       |

### 黨委書記
| 名稱     | 年份      | 姓名   | 備註   |
| 復旦大學 | 1952–1954 | 李正文 |        |
| 復旦大學 | 1954–1965 | 杨西光 |        |
| 復旦大學 | 1965–1978 | 王零   |        |
| 復旦大學 | 1978–1979 | 夏征农 |        |
| 復旦大學 | 1979–1984 | 盛华   |        |
| 復旦大學 | 1984–1990 | 林克   |        |
| 復旦大學 | 1990–1995 | 钱冬生 |        |
| 復旦大學 | 1995–1999 | 程天权 |        |
| 復旦大學 | 1999–2011 | 秦绍德 |        |
| 復旦大學 | 2011–2016 | 朱之文 | [ 74 ] |
| 復旦大學 | 2016–2016 | 魏小鹏 |        |
| 復旦大學 | 2016–2023 | 焦扬   |        |
| 復旦大學 | 2023–     | 裘新   | [ 75 ] |

## 校友

### 学界
自1952年以来，复旦大学共培养了95名中国科学院、中国工程院院士，居全国前三。其中复旦培养的中国科学院院士有53人，排名全国高校第二位。文革后，复旦大学还培养了60余位15所英美顶尖大学的终身正教授，居全国前二，以及8位13人次的美国四院（美国科学院、工程院、医学院、人文与科学院）院士，居全国第一。复旦大学还培养了48位长江学者，居全国前二。自1998年教育部开始评选全国优秀博士学位论文以来，复旦大学共培养了优秀博士58人，居全国前三。在学术研究人才培养方面，复旦大学为中国和世界做出了卓越的贡献。
人文与社会
- 陈寅恪，语言学家、历史学家、诗人、国学大师。
- 陈望道，教育家，语言学家。《共产党宣言》中文首译者。《辞海》第二任主编。
- 严复，中国近代启蒙思想家、翻译家。
- 夏征农，革命家、教育家，《辞海》第三任主编。
- 谭其骧，中国历史地理学家，历史学家，中国历史地理学主要奠基人。
- 周谷城，历史学家，原全國人大副委員長。
- 王蘧常，中國哲學史家、歷史學家、書法家、詩人。
- 徐悲鸿，画家。
- 伍蠡甫，艺术理论家、国画大家、翻译家。
- 徐梵澄，精神哲学家、翻译家、印度学家、诗人、书画家、艺术鉴赏家、评论家，“中国新兴版画第一人”。
- 周有光，语言学家、文字学家、经济学家。“汉语拼音之父”。
- 刘大白，现代诗人、文史学家。中国新诗倡导者之一。
- 郭绍虞，教育家、古典文学家、语言学家、书法家。
- 胡厚宣，甲骨文学家、殷商史学家。
- 裘锡圭，古文字学家、甲骨文学家。
- 朱东润，中国文学批评史奠基者之一，中国现代传记文学的拓荒者、教育家、书法家。
- 贾植芳，作家、翻译家、学者，中国比较文学奠基人之一。
- 刘大杰，文学史家、作家、翻译家。
- 赵景深，戏曲研究家、文学史家。
- 王欣夫，文献学家。
- 章培恒，文史学家。
- 章巽，歷史地理學家。
- 周予同，历史学家，中国经学史专家。
- 王铁崖，国际法学家、教育家、社会活动家，国际海牙常设仲裁院仲裁员，前南斯拉夫问题国际刑事法庭大法官。
- 许崇德，中华人民共和国宪法学家，中国宪法学研究会名誉会长。1954年《中华人民共和国宪法》起草人。
- 梅汝璈，中华民国和中华人民共和国法学家，代表中國出任遠東國際軍事法庭法官。
- 陆谷孙，英语语言文学研究专家，《英汉大词典》主编。
- 马彦祥，戏剧导演、戏剧活动家、理论家。
- 沉樱，中国新文化运动早期的女作家、文学翻译家，马彦祥夫人。
- 王安忆，作家，茅盾文学奖获得者。
- 虹影，作家，中国新女性文学的代表之一。
- 梁晓声，作家，茅盾文学奖获得者。
- 王火，作家，茅盾文学奖获得者。
- 陈先发，鲁迅文学奖获得者，安徽文联主席。
- 包蕾，儿童文学作家。
- 金龙格，法语文学翻译家，傅雷翻译出版奖获得者。
- 王水照，中国唐宋文学研究权威。
- 陈思和，中国现当代文学研究学者。
- 骆玉明，中国古代文学研究学者。
- 葛剑雄，历史地理学家。
- 葛兆光，历史学家，思想史大家。
- 钱文忠，藏学家、佛学家、印度学家。
- 陈奎德，異議人士，普林斯顿大学中国学社执行主席。
- 周雪光，斯坦福大学教授，社会学家。
- 赵鼎新，芝加哥大学教授。社会学家。
- 何清涟，作家，经济学家。
- 程天权，法学家，原中国人民大学党委书记。
- 吴敬琏，经济学家。
- 蒋学模，经济学家、翻译家。
- 方永刚，政治学教授、解放军优秀政治教员，全国道德模范，2007年感动中国获奖人物。
- 卢丽安，英国文学研究专家，2017年感动中国获奖人物。
- 林尚立，中国人民大学校长。

自然与工程
- 竺可桢，气象学家、地理学家，中国气象科学奠基人。
- 郭任远，中国心理学奠基人，浙江大学校长。
- 苏步青，中国近代数学的主要奠基者之一，全国政协副主席。
- 谢希德，固体物理学家、教育家，中国半导体物理奠基人。
- 陈建功，数学家，中国函数论研究的开拓者之一。中国科学院院士。
- 谷超豪，当代数学家，曾获2009年度国家最高科学技术奖。
- 卢鹤绂，核物理学家，“中国核能之父”。中国科学院院士。
- 李大潜，数学家，中国科学院院士，法兰西科学院院士，欧洲科学院院士，第三世界科学院院士。
- 杨福家，核物理学家、教育家，中国科学院院士，曾任复旦大学校长、英国诺丁汉大学校长和宁波诺丁汉大学校长。
- 孟晓犁，统计学家，哈佛大学文理研究生院院长，首位出任世界顶尖大学研究生院院长的华人。
- 范剑青，国际统计学家，普林斯顿大学教授，中央研究院院士。
- 李骏，数学家，斯坦福大学终身教授。
- 夏道行，国际知名数学家，中国科学院院士。
- 洪家兴，数学家，中国科学院院士。
- 沈维孝，青年数学家。
- 应志良，统计学家，哥伦比亚大学统计学教授和系主任。
- 姚大卫，工业工程、运营管理和运筹学专家，美国国家工程院院士，哥伦比亚大学教授。
- 邓景发，物理化学家、中国科学院院士，中国表面化学和催化化学首席发明人。
- 胡思得，原子核物理学家、中国工程院院士，核武器专家。曾任中国工程物理研究院院长。
- 朱祖良，原子核物理学家、曾任中国工程物理研究院院长。
- 包信和，化学家，中国科学院院士，中国科学技术大学校长。
- 何积丰，计算机科学家，中国科学院院士。
- 张首晟，物理学家，美国斯坦福大学最年轻的终身教授之一，美国人文与科学院院士，美国国家科学院院士。
- 沈志勋，物理学家，斯坦福大学教授，美国人文与科学院院士，美国国家科学院院士。
- 洪绂曾，著名农业科学家，农业部原副部长，曾任中国农学会会长。
- 钟扬，植物学家，2018感动中国获奖人物。
- 胡汝鼎，電機工程師、自动化专家。爱迪生徒弟。
- 王威琪，生物医学工程专家，中国工程院院士。
- 蔡祖泉，电光源研究领域的专家，“中国照明之父”。
- 陈克复，中国制浆造纸业领军人物，中国工程院院士。
- 周世宁，矿山瓦斯防治专家，中国煤矿瓦斯学科的开拓者和主要奠基人，中国工程院院士。
- 陈海波, IEEE Fellow, 上海交通大学教授，华为操作系统首席科学家。

生命与医学
- 颜福庆，中国近代医学教育家，公共卫生学家，复旦大学上海医学院和中南大学湘雅医学院创始人。
- 谈家桢，中国遗传学主要奠基人。
- 童第周，实验胚胎学家，中国实验胚胎学的主要创始人。
- 冯德培，生理学家、神经生物学家，中国神经科学主要奠基人。
- 黄家驷，的胸心外科学家、医学教育学家。中国胸外科学、生物医学工程学的奠基人之一。中国科学院院士。
- 汤钊猷，小肝癌研究奠基人，肿瘤外科学家，中国工程院院士。
- 张金哲，中国小儿外科创始人之一，中国工程院院士。
- 陈中伟，断肢再植奠基人，中国科学院院士。
- 陈灏珠，内科心血管病专家，心血管病介入性诊断和治疗的奠基人之一，中国工程院院士。
- 韩济生，神经生理学家、疼痛学家，中国疼痛医学开创者，中国科学院院士。
- 杨国亮，皮肤病学家，中国皮肤病学奠基人之一。
- 俞瑾，国际妇科学术权威，被誉为“世界外婆”。
- 闻玉梅，免疫学家，中国工程院院士。
- 葛均波，心血管病学家，中国科学院院士。
- 汪忠镐，血管外科专家，中国科学院院士。
- 戴尅戎，骨科专家，中国工程院院士。
- 袁钧瑛，分子生物学家，哈佛医学院教授。美国人文与科学院院士，美国国家科学院院士。
- 林海帆，生物学家，耶鲁大学教授，美国人文与科学院院士，美国国家科学院院士。
- 施扬，生物学家，哈佛大学医学院教授。美国人文与科学院院士。
- 杨薇，生物化学家，美国国立卫生研究院高级研究员，美国人文与科学院院士，美国国家科学院院士。
- 康毅滨，分子生物学家，普林斯顿大学终身教授。
- 钱悳，传染病学专家。
- 周良辅，神经外科医学专家。
- 饶毅，神经生物学家。
- 鲁白，神经生物学家。
- 张文宏，医生，国家传染病医学中心主任，复旦大学附属华山医院感染科主任。

### 政界
- 于右任，书法家、诗人、政治家，中華民國開國元勛、同盟会元老、辛亥革命元勋。
- 邵力子，革命家、中国共产党发起人之一、民主人士。
- 罗家伦，“五四”学生运动领袖，国立清华大学校长、国立中央大学校长。
- 程天放，“五四”学生运动领袖，四川大学校长，国民党中央宣传部长。
- 胡敦复，清华学堂首任教务长、大同大学校长。
- 孙越崎，实业家、社会活动家，中国现代能源工业的创办人和奠基人之一，中华人民共和国政治人物。
- 费巩，曾任浙江大学训导长，中华人民共和国革命烈士。
- 王沪宁，中共中央政治局常委，全国政协主席，前中央书记处书记，中央政策研究室主任，“三个代表”、科学发展观、习近平新时代中国特色社会主义思想等重要思想的构建者。
- 韩正，中华人民共和国副主席，前中共中央政治局常委，国务院副总理。
- 丁薛祥，中共中央政治局常委，国务院副总理。
- 李岚清，前中共中央政治局常委，国务院副总理。
- 李源潮，前中华人民共和国副主席、中共中央政治局委员。
- 蔡达峰，全國人大副委員長。
- 韩启德，全國人大副委員長，全国政协副主席, 中国科学院院士。
- 桑国卫，原全國人大副委員長，中国农工民主党中央主席、中国工程院院士。
- 陈至立，原全國人大副委員長、国务委员、教育部部长，《辞海》现任（第四任）主编。
- 巴特尔，全国政协副主席。
- 王家瑞，原全国政协副主席。
- 聂辰席，原国家广播电视总局局长，党组书记。
- 王文涛，商务部部长。
- 蒋巨峰，原四川省省长。
- 梁保华，原中共江苏省委书记、江苏省省长。
- 唐家璇，前国务委员、外交部部长。
- 金壮龙，工业和信息化部部长，原中国商飞董事长，C919总指挥。
- 张文康，原卫生部部长。
- 张志让，新中国第一任大法官、中华人民共和国最高人民法院副院长。
- 钱智，曾任新疆维吾尔自治区副主席。
- 郑筱萸，国家食品药品监督管理局前局长
- 戴公兴，原新疆维吾尔自治区副主席。
- 陈健，中国外交官，曾任联合国副秘书长。
- 江绵恒，上海科技大学校长，前中国科学院副院长，中国载人航天工程副总指挥，江泽民长子。
- 吴昌德，中国人民解放军上将。
- 翁铁慧，教育部副部长。
- 陈昭礼，革命家，曾任中共复旦大学地下党支部书记，闽北起义、南宁兵变和百色起义领导者，中共烈士。
- 郭维城，中华人民共和国铁道部部长，少将，亦曾任张学良机要秘书。
- 严幼韵，女外交官。
- 李焕, 中华民国行政院院长。中国国民党资深党员。
- 余井塘，中华民国行政院副院长。
- 毛人凤，中华民国陆军上将，军统局局长。

### 商界
根据中国校友会网2018中国大学全球亿万富豪校友排行榜：截至2017年，复旦大学拥有72位全球亿万富豪校友。
- 郭广昌，上海复星高科技集团董事长、总裁兼CEO。
- 卢志强，泛海集团董事长。
- 陈天桥，盛大互动娱乐有限公司创始人、董事长兼CEO，原中国首富。
- 曹国伟，新浪董事长、首席执行官。
- 唐海松，亿唐公司创始人，董事长兼CEO。
- 陆奇，曾任百度百度集团总裁兼首席运营官、微软执行副总裁、雅虎执行副总裁。
- 周礼栋，微软全球资深副总裁。
- 梁建章，携程旅行网董事局主席，创始人之一。
- 王长田，光线传媒创始人兼董事长。
- 姬十三，果壳网创始人兼CEO。
- 蒋凡，淘宝天猫总裁。
- 张黎刚，爱康网董事长兼CEO，e龙网创始人之一、前CEO。
- 陈曾焘，恒隆集团董事长。
- 李达三，慈善家、企业家。
- 朱啸虎，金沙江创业投资基金董事总经理。
- 李世默，风险投资家及政治学学者。《观察者网》创始人之一。
- 包凡，华兴资本集团创始人兼首席执行官。
- 虞峰，云锋基金创始人和主席。
- 赵勇，格灵深瞳创始人、CEO。
- 吴甘沙，驭势科技创始人、董事长、CEO，原英特尔中国研究院院长。
- 方之熙，原英特尔全球副总裁。
- 朱民，曾任国际货币基金组织副总裁，原中国人民银行副行长。
- 章晟曼，美国花旗银行集团全球银行业务副主席，曾任世界银行常务副行长。
- 谢百三，中国金融证券专家。
- 比利·埃文斯, 埃文斯酒店集团继承人, 企业家丽兹·霍姆斯的丈夫。

### 传媒、艺体界与其他
- 闾丘露薇，凤凰卫视女记者、主持人，被稱为“战地玫瑰”。
- 劳春燕，中国中央电视台主持人、记者。
- 裘新，高级记者，上海报业集团社长，复旦大学党委书记。
- 黎瑞刚，原SMG集团总裁，TVB董事局副主席，邵氏兄弟董事局主席。
- 金仲伟，《观察者网》总编辑。
- 杨西光，原《光明日报》总编辑。
- 张华立，湖南广播影视集团有限公司(湖南广播电视台）董事长、党委书记，天娱传媒创始人及其母公司芒果超媒股份有限公司党委书记、董事长。
- 刘红兵，南方报业传媒集团党委书记。
- 周瑞金，原《人民日报》副总编辑。
- 邱兵，梨视频创始人、曾任东方早报社长兼澎湃新闻CEO。
- 刘永钢，东方早报、澎湃新闻总裁、总编辑。
- 吴晓波，商业记者、知名财经作家。
- 曹景行，凤凰卫视评论员、主持人、言论总监。
- 蒋昌建，江苏卫视主持人。
- 老番茄，哔哩哔哩弹幕网知名up主，自媒体创作者。
- 尚雯婕，歌手。
- 孙雯，中国女子足球运动员。世界足球小姐。中国足协副主席。
- 于漪，当代教育家，改革先锋、获“人民教育家”国家荣誉称号。
- 王子杰，久游網創立者，上海丝芭傳媒有限公司CEO。
- 沈殷怡，香港ViuTV藝員。
- 金永大，韩国演员（肄业）。
- 董海龙，网名鹿喑kana，奇响天外配音工作室配音演员，米哈游电子游戏《原神》中旅行者男主空的汉语声优。

复旦大学（包括原上海医科大学）在海内外各地共有校友会89个，其中国内校友会67个（含港澳台地区5个），海外校友会22个，形成庞大的校友联络网。

## 兩岸交流
中華民國总统马英九、赖清德、中國國民黨主席朱立伦、前副主席林益世、前副主席关中、中華民國前立法委員李敖等台湾政要都曾到访复旦并发表演讲。

## 国际交流
复旦大学已与香港大学，美国哈佛大学、耶鲁大学、哥伦比亚大学、芝加哥大学，加拿大多伦多大学，新加坡国立大学，日本东京大学、早稻田大学、关西学院大学、关西大学，德国柏林洪堡大学，法国巴黎政治学院、巴黎高科、蒙彼利埃大学，英国伦敦政治经济学院等30余个国家和地区的200多所高校和研究机构建立了合作交流关系，并与美国耶鲁大学、加利福尼亚大学洛杉矶分校、圣路易斯华盛顿大学、英国曼彻斯特大学、伦敦政治经济学院、日本早稻田大学、櫻美林大學、新加坡国立大学、加拿大女王大学、韩国高丽大学等世界著名大学建立了战略合作伙伴关系。2011年复旦派出参加国际校际交流的学生近1,700人，2010年共接纳来自119个国家和地区的留学生达6,809人次。
此外，复旦曾向300多位国际知名学者和人士授予了名誉博士、名誉教授、顾问教授等称号。美国总统里根、卡特、国务卿基辛格、副总统迪克·切尼、法国总统德斯坦、荷兰首相吕贝尔斯、以色列总理拉宾、德国总统约翰内斯·劳、德国总理科尔、澳大利亚总统陆克文、爱尔兰总统麦克·希金斯、爱尔兰总理埃亨、日本首相福田康夫、韩国总理李海瓒、阿根廷总统基什内尔、印度总理莫迪、意大利总统塞尔焦·马塔雷拉、挪威首相埃尔娜·索尔贝格、冰岛总统格里姆松、拉脱维亚总理斯特劳尤马等国家元首或政府首脑曾到复旦访问并发表演讲。此外，1997年，时任美国总统克林顿访问上海时，在上海图书馆会见了复旦大学原校长、美国研究中心原主任谢希德教授和美研中心学者吴心伯。2001年，时任美国参议院外交委员会主席拜登访问复旦。2009年，复旦亦在上海科技馆组织接待了来华访问的美国总统奥巴马，奥巴马与在场200余位复旦大学师生进行了交流。